# 芦野站
蘆野站（日语：／ Ashino eki */?），是曾位於日本北海道（宗谷支廳）宗谷郡猿拂村字蘆野的北海道旅客鐵道（JR北海道）天北線廢站。電報略號為アノ。伴隨同線的廢線於1989年（平成元年）5月1日廢站。

## 相鄰車站
北海道旅客鐵道
天北線
猿拂－蘆野－鬼志別